# 開成 (唐)
開成（かいせい）は中国・唐代の元号。文宗の治世で用いられた元号。836年正月 - 840年12月。
- 2年、開成石経が完成する。

## 西暦・干支との対照表
| 開成 | 元年  | 2年   | 3年   | 4年   | 5年   |
| 西暦 | 836年 | 837年 | 838年 | 839年 | 840年 |
| 干支 | 丙辰  | 丁巳  | 戊午  | 己未  | 庚申  |